# Frédéric-Michel de Deux-Ponts-Birkenfeld
Frédéric-Michel de Deux-Ponts-Birkenfeld, né à Rappolstein (actuellement Ribeauvillé dans le Haut-Rhin) le 27 février 1724, et mort à Schwetzingen le 15 août 1767, est comte palatin de Deux-Ponts-Birkenfeld et comte de Rappolstein (Ribeaupierre).
Après des études à l'université de Leyde, Frédéric-Michel entre, en 1741, à l'âge de 17 ans, effectivement dans l'armée française et prend part, dans le cadre de la guerre de Succession d'Autriche, à la campagne d'Autriche et de Bohême sous les ordres du maréchal de France Charles Louis Auguste Fouquet de Belle-Isle. 
Ensuite, en 1758, le prince s'engage au service impérial, en qualité de Generalfeldmarschall du Saint-Empire romain germanique, il devient commandant en chef de la Reichsarmee durant la guerre de Sept Ans. En raison de ses services militaires rendus au Saint-Empire romain germanique, il devient, en 1759, chevalier de l'ordre de la Toison d'or.
En 1761, il démissionne de son poste et remet les troupes impériales au maréchal Johann Baptist Serbelloni. Après le traité de Hubertsbourg, signée le 15 février 1763, Frédéric-Michel reçoit le commandement général en Bohême et devient plus tard, durant quelques années, président de la conférence militaire secrète.

## Biographie

### Famille
Frédéric-Michel de Deux-Ponts-Birkenfeld, né à Ribeauvillé le 27 février 1724, est le fils cadet de Christian III de Deux-Ponts-Birkenfeld (1674-1735) et de Caroline de Nassau-Sarrebruck (1704-1774). Comte de Rappolstein depuis 1746, il devient héritier de son père, lorsque son frère aîné, Christian IV de Deux-Ponts-Birkenfeld, contracte une union morganatique en 1757.

### Formation et premières armes
Dès l'âge de dix ans, Frédéric-Michel reçoit un brevet d'armateur et de colonel du régiment royal d'Alsace, stationné à Strasbourg, des mains du roi Louis XV. De 1737 à 1740, le prince et son frère aîné Christian étudient à l'université de Leyde aux Pays-Bas autrichiens. En 1741, à l'âge de 17 ans, Frédéric-Michel entre effectivement dans l'armée française et prend part, dans le cadre de la guerre de Succession d'Autriche, à la campagne d'Autriche et de Bohême sous les ordres du maréchal de France Charles Louis Auguste Fouquet de Belle-Isle. Pendant le siège de Prague, il se révèle comme un brave officier. En 1743, il combat comme général de brigade français en Bavière, en 1744 en Alsace. En 1745, il est transféré dans l'armée du Rhin comme maréchal de camp du prince de Conti.

### Carrière militaire au service du Saint-Empire
Depuis 1752, Frédéric-Michel est gouverneur de Mannheim. En 1758, désormais au service impérial, en qualité de Generalfeldmarschall du Saint-Empire romain germanique, il devient commandant en chef de la Reichsarmee durant la guerre de Sept Ans. Il combat contre le roi en Prusse Frédéric le Grand. À l'issue de la bataille de Rossbach, il réussit à reconstituer l'armée impériale dispersée et reçoit la grand-croix de l'ordre militaire de Marie-Thérèse.
À l'automne 1758, il envahit la Saxe, prend la forteresse Sonnenstein et assiège Leipzig. L'année suivante, Leipzig, Torgau, Wittenberg et Dresde sont conquis. Frédéric-Michel couvre l'action du maréchal Leopold Joseph von Daun au cours de la bataille de Maxen et combat victorieusement à la bataille de Strehlen. En 1761, il démissionne de son poste et remet les troupes impériales au maréchal Johann Baptist Serbelloni. Après le traité de Hubertsbourg, signé le 15 février 1763, Frédéric-Michel reçoit le commandement général en Bohême et devient plus tard, durant quelques années, président de la conférence militaire secrète.

### Mariage et postérité
Frédéric-Michel de Deux-Ponts épouse à Mannheim, le 6 février 1746 Françoise de Palatinat-Soulzbach, fille puînée du comte Joseph Charles de Palatinat-Soulzbach et d'Élisabeth-Auguste de Palatinat-Neubourg. Elle est la sœur de l'électrice Élisabeth-Auguste de Palatinat-Soulzbach. Frédéric-Michel se convertit au catholicisme le 8 décembre 1746.
Cinq enfants sont issus de cette union :
- Charles II Auguste (1746-1795), comte palatin de Deux-Ponts-Birkenfeld puis duc de Deux-Ponts, épouse en 1774 Marie-Amélie de Saxe (1757-1831), sans postérité ;
- Clément (Mannheim 18 septembre 1749 - Mannheim 10 juin 1750) ;
- Amélie (1752-1828), épouse en 1769 Frédéric-Auguste III, électeur de Saxe (1750-1827), roi en 1806 ;
- Marie-Anne (1753-1824), épouse en 1780 Guillaume en Bavière (1752-1837), comte palatin de Birkenfeld-Gelnhausen, puis premier duc en Bavière en 1799 ;
- Maximilien (1756-1825), comte palatin de Deux-Ponts-Birkenfeld (1795-1796), électeur de Palatinat et de Bavière (1799-1806) puis roi de Bavière (1806-1825), épouse en 1785 Wilhelmine de Hesse-Darmstadt (1765-1795) puis en 1797 Caroline de Bade (1776-1841).

### Mort
Frédéric-Michel de Deux-Ponts meurt dans sa résidence d'été à Schwetzingen, le 15 août 1767, à l'âge de 43 ans. Il est inhumé dans la crypte royale de l'église Saint-Michel de Munich.

## Honneurs
- 759e Chevalier de l'ordre de la Toison d'or d'Autriche (1759).
- Grand-croix de l'ordre militaire de Marie-Thérèse (Autriche).

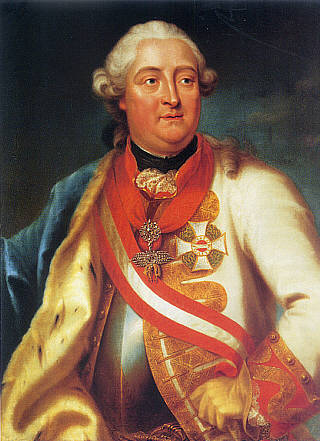
Portrait de Frédéric-Michel de Deux-Ponts-Birkenfeld, par Heinrich Carl Brandt (1724-1787). Le prince porte sur ce tableau l'ordre de la Toison d'or et la grand-croix de l'ordre militaire de Marie-Thérèse
Armoiries des comtes palatins de Birkenfeld
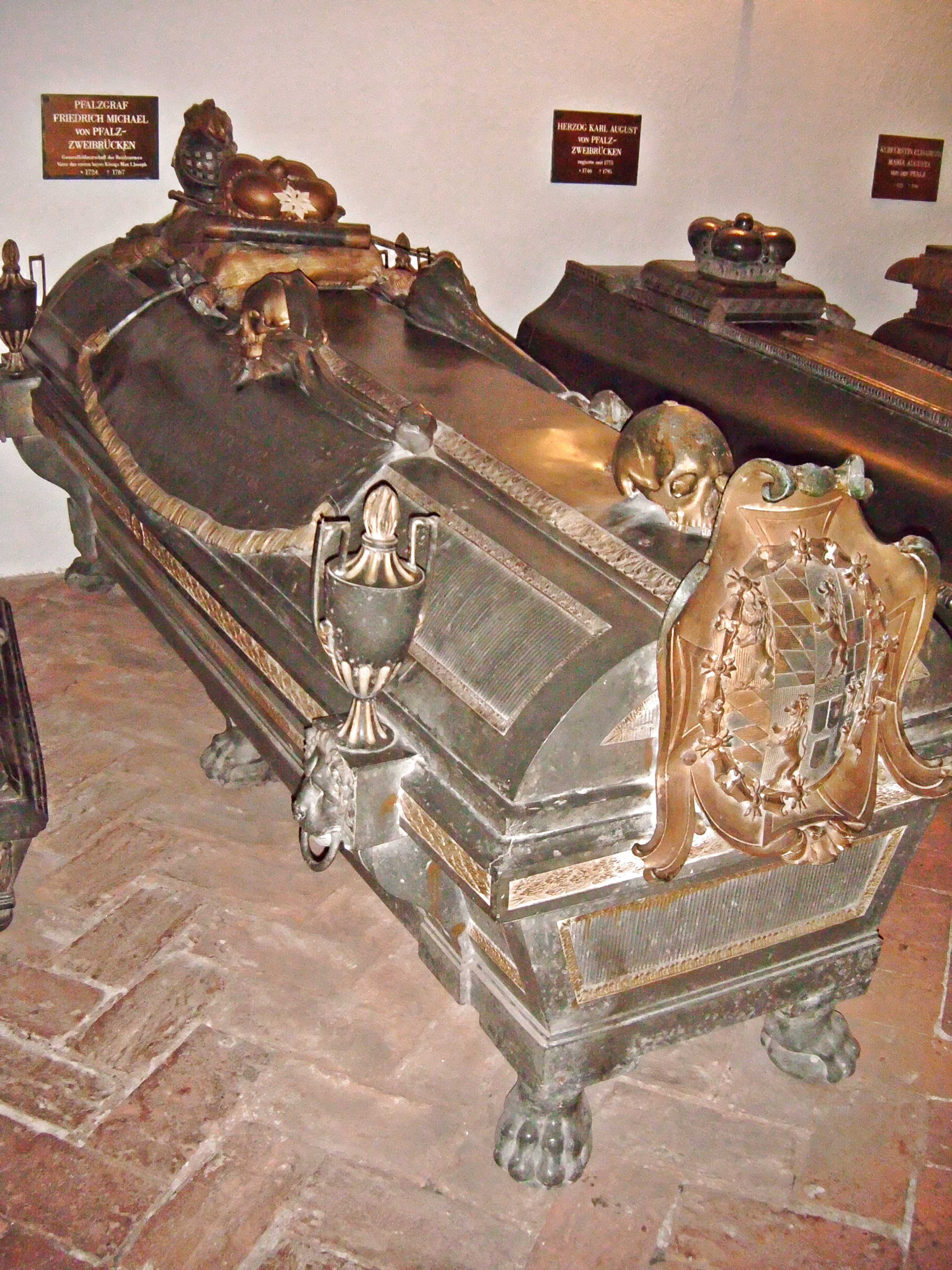
Vue de la sépulture